# كف القمر (فلم)
كف القمر، فيلم مصري من إنتاج 2011.

## القصة
فيلم كف القمر فيلم للمخرج الكبير خالد يوسف. هذا الفيلم من إنتاج عام "2011" لكن تم تأجيل عرضه مرتين المرة الأولى كان السبب فيها هو المخرج خالد يوسف لحزنه على الأحداث المؤسفة التي حدثت في كنيسة القديسين بالإسكندرية والمرة الثانية بسبب الثورة العظيمة ثورة 25 يناير. تدور أحداث الفيلم حول أم لديها خمسة أولاد تحاول طوال أحداث الفيلم احتوائهم والسعي وراء حل مشكلاتهم إلى أن تضطر بعد تفاقم هذه المشاكل إلى ترك المنزل.

## طاقم التمثيل
- خالد صالح
- غادة عبد الرازق
- وفاء عامر
- جومانا مراد
- حسن الرداد
- هيثم أحمد زكي
- حورية فرغلي
- ياسر المصري
- صبري فواز
- شعبان حسين
- رامز أمير
- محمد فريد
- حسن حرب
- نادية العراقية

## من تصريحات فريق عمل الفيلم
صرح المخرج خالد يوسف بأن «كف القمر» أجهدني أكثر من حين ميسرة. وقد صرحت أيضاً الفنانة جومانا مراد بأنها لا تقدم إغراء في كف القمر مع خالد يوسف. وهذه هي ثاني تجربة لخالد صالح الذي يجسد فيه دور صعيدي بعد ما جسده في رمضان 2010 في مسلسل موعد مع الوحوش مع عزت العلايلي.

## روابط خارجية
- مقالات تستعمل روابط فنية بلا صلة مع ويكي بيانات